# بوب بندتسون
بوب بندتسون (بالإنجليزية: Bob Bendetson)‏، هو منتج تلفزيوني وكاتب السيناريو أمريكي. وقد كتب للعديد من المسلسلات التلفزيونية، بما في ذلك آلف، وحلقتين من سلسلة الرسوم المتحركة عائلة سيمبسون (قصص المتشرد من الموسم 12 ومغامرات في البرازيل من الموسم 13).

## روابط خارجية
- بوب بندتسون على موقع IMDb (الإنجليزية)
- بوب بندتسون على موقع ألو سيني (الفرنسية)
- بوب بندتسون على موقع قاعدة بيانات الفيلم (الإنجليزية)
- بوب بندتسون على موقع كينوبويسك (الروسية)